# Mount Etna (Indiana)
Mount Etna es un pueblo ubicado en el condado de Huntington en el estado estadounidense de Indiana. En el Censo de 2010 tenía una población de 94 habitantes y una densidad poblacional de 437,27 personas por km².

## Geografía
Mount Etna se encuentra ubicado en las coordenadas 40°44′28″N 85°33′41″O / 40.74111, -85.56139. Según la Oficina del Censo de los Estados Unidos, Mount Etna tiene una superficie total de 0.21 km², de la cual 0.21 km² corresponden a tierra firme y (1.2%) 0 km² es agua.

## Demografía
Según el censo de 2010, había 94 personas residiendo en Mount Etna. La densidad de población era de 437,27 hab./km². De los 94 habitantes, Mount Etna estaba compuesto por el 96.81% blancos, el 0% eran afroamericanos, el 0% eran amerindios, el 0% eran asiáticos, el 2.13% eran isleños del Pacífico, el 1.06% eran de otras razas y el 0% pertenecían a dos o más razas. Del total de la población el 2.13% eran hispanos o latinos de cualquier raza.